# La casa stregata (film 1982)
La casa stregata è un film italiano del 1982 diretto da Bruno Corbucci.

## Trama
Il cavaliere Giorgiovat, aiutato dal suo fido servitore, il saraceno Omar, si reca a Roma per prendere la sua amata vergine Candizza e fuggire con lei. I due innamorati vengono sorpresi da Anastasia, la madre di lei, e trasformati in statue di sale. Per rompere l'incantesimo, le reincarnazioni dei due dovranno incontrarsi e unirsi mille anni dopo nella stessa stanza dove si trovano le statue nella prima notte di luna piena a mezzanotte in punto, momento dal quale inizierà il millesimo anno dall'incantesimo, ma l'anima di Candizza dovrà restare illibata fino ad allora.
Mille anni dopo il ragionier Giorgio Allegri, bancario milanese, è innamorato della dolce e bella fidanzata Candida. Dopo essersi trasferito a Roma per lavoro, Giorgio comincia la difficile ricerca di un appartamento in grado di ospitare lui, la fidanzata, la suocera Anastasia e il suo alano Gaetano. La ricerca di Giorgio si conclude quando, per caso, un misterioso individuo gli offre la possibilità di abitare in una bellissima villa sulla via Appia a un canone particolarmente basso, tanto che Giorgio, convinto che si tratti di uno scherzo, rifiuta.
L'uomo misterioso che ha segnalato la casa a Giorgio altri non è che lo spirito di Omar, e le statue di Giorgiovat e Candizza si trovano proprio nelle fondamenta della villa. Il fantasma del saraceno s'impossessa dell'anima di Gaetano, che inizia a parlare e a comportarsi in modo strano. Il cane conduce Giorgio alla villa, dove incontra l'agente immobiliare che ufficializza gli accordi. Allegri così si stabilisce nella casa e presto scoprirà che è "stregata": Omar fin dall'inizio gli fa scherzi e dispetti, giacché il suo obiettivo è fare in modo che Giorgio non abbia rapporti antecedenti la prima notte di luna piena con Candida, che lo raggiunge il giorno dopo insieme a sua madre.
Tra gli improperi di Giorgio e la perplessità di Candida, Omar renderà la vita della coppia un vero inferno: i due si sposano, ma il saraceno, ancora con l'aiuto di Gaetano, rovina la festa di nozze facendo volare Giorgio dalle scale sulla torta nuziale. Una volta ripresosi, il ragioniere decide di fare un tuffo in piscina, ma il fantasma gli svuota la vasca proprio mentre si sta buttando. Giorgio è costretto a stare con entrambe le gambe ingessate e a rimandare la prima notte d'amore con Candida. Gaetano gli confessa che Candida deve rimanere vergine fino alla prima notte di luna piena e Giorgio lo porta dal veterinario per scoprire come fa a parlare, ma questi lo prende per matto.
Quando si toglie finalmente il gesso, il ragioniere è pronto a trovare la sua intimità con la moglie, ma Omar con uno stratagemma la allontana da casa. Entrato nel corpo di Giorgio, fa in modo che questi consumi un rapporto con la cameriera Lucia. Candida li scopre e scappa, ma ha un incidente sotto gli occhi di Giorgio, riapparendo vicino a lui. Giorgio riesce a farsi perdonare, facendole notare come la moglie dovrebbe trovarsi nella macchina in fiamme. Questo porta Candida a convincersi dell'esistenza del fantasma. I due cercano comunque di avere il loro primo rapporto, prima scappando e poi tentando di ingannare Omar, invano.
Arriva il giorno di scadenza dei mille anni: Candida, impaurita ed esasperata, decide di prendersi una pausa da Giorgio e di tornare a Milano con la madre, ma proprio in quel momento avviene l'ennesima rapina nella banca dove il ragioniere lavora. Quando uno dei criminali punta la pistola verso Candida, Omar entra nel corpo di Giorgio, che si trasforma in un gigantesco mostro verde e mette fuori combattimento i cinque rapinatori a mani nude. Allegri viene portato in trionfo dai colleghi, dal direttore e dall'ispettore, che fino a pochi istanti prima lo credevano complice dei ladri dato l'elevato numero di rapine.
Alla sera, nella villa si tiene un ricevimento, ma Omar fa in modo che gli ospiti vadano via tutti entro la mezzanotte e Gaetano trascina Candida in cantina. Giorgio la raggiunge e il cane apre un passaggio segreto che li porta nella stanza ove si trovano le statue di Giorgiovat e Candizza. Scattata la mezzanotte i due finalmente fanno l'amore e rompono l'incantesimo, al quale si aggiungerà la ricompensa di una pioggia di monete d'oro, divenendo ricchi e felici.

## Produzione

### Curiosità
L'attrice protagonista del film, Gloria Guida, e la comprimaria Marilda Donà, sono nate nel medesimo giorno, mese e anno: il 19 novembre 1955. Gaetano invece, il cane alano che accompagna Pozzetto nel film, era un cane “di scena”, abituato ai set cinematografici, utilizzato più volte in altri film (non era di proprietà dell’attore, come vociferato più volte nel corso degli anni).

### Riprese
La casa utilizzata per girare il film è Villa Giovanelli Fogaccia, situata nel quartiere Aurelio. Molti altri film sono stati girati qui.
Altri luoghi a Roma in cui si svolsero le riprese furono la Basilica di Santa Maria in Domnica (ubicata nel rione Celio) e l'Hotel Panama (ubicato sulla Via Salaria).

## Colonna sonora
Nella scena del primo incontro di Giorgio e Candida (quando vengono esortati da Anastasia ad abbandonare il divano per trasferirsi in camera), si sente suonare una parte della canzone It's Me, composta da Detto Mariano e cantata da Douglas Meakin. Lo stesso brano era stato composto originariamente per la colonna sonora del film Culastrisce nobile veneziano, del 1976, diretto da Flavio Mogherini.
Nella scena del ricevimento in casa Allegri (dopo che Giorgio ha sventato una rapina in banca trasformandosi in Hulk), si sente suonare sul grammofono la canzone I Adore You sempre cantata da Douglas Meakin e composta da Detto Mariano. Lo stesso brano era stato composto appositamente per la colonna sonora del film Asso, dell'anno prima, con Adriano Celentano.

## Promozione
I manifesti e le locandine utilizzate per promuovere il film, all'epoca della sua diffusione nelle sale cinematografiche italiane, sono opera dell'illustratore Renato Casaro.

## Distribuzione
La pellicola è stata distribuita nelle sale cinematografiche italiane il 4 marzo 1982.

## Accoglienza

### Incassi
Il film ha ricavato al botteghino una somma totale pari a 876 000 000 di lire classificandosi al 20º posto tra i primi 100 film di maggior incasso della stagione cinematografica italiana 1981-1982.

### Critica
In un articolo apparso sul quotidiano La Stampa, la storia di amene stregonerie narrata dal film viene definita priva di smalto e mordente con l'aggravante di essere già stata presentata l'anno prima nel film Bollenti spiriti di Giorgio Capitani dove, tra le altre cose, era presente anche la stessa Gloria Guida. La regia viene definita come poco efficace con un Pozzetto inserito in una parte a lui congeniale.